# Lotte van den Berg
Lotte van den Berg (Groningen, 19 december 1975) is een Nederlands toneelregisseur.

## Biografie
Lotte van den Berg is de dochter van de voormalige poppenspeler en kluizenaar Jozef van den Berg. Ze studeerde korte tijd Rechten aan de Universiteit van Amsterdam, gevolgd door Theaterwetenschap en Filosofie. In 1998 begint ze een regieopleiding aan de Amsterdamse Hogeschool voor de Kunsten. In 2001 ontvangt van den Berg de Top Naeff-prijs als 'beste afgestudeerde' aan de Toneelschool Amsterdam. Een tijdlang was ze actief bij verschillende gezelschappen in Nederland en Vlaanderen. Sinds 2006 is ze verbonden aan Toneelhuis (Antwerpen), op uitnodiging van Guy Cassiers. In 2009 start Lotte van den Berg haar eigen gezelschap op in Dordrecht, met steun van het Nederlands Fonds voor Podiumkunsten, onder de naam Omsk. De organisatie erft enkele onderdelen van de voormalige Dogtroep, met name de stichting (Stichting Theater van de Verbeelding).
In 2013 begon Lotte van den Berg met beeldend kunstenaar Daan ‘t Sas met de ontwikkeling van Building Conversation. Vanuit belangstelling voor gesprekstechnieken uit verschillende culturen en vanuit een nieuwsgierigheid naar de werking van het gesprek als plek voor ontmoeting, startten ze een onderzoek met de centrale vraag: ‘Hoe spreken we met elkaar en hoe zouden we met elkaar kunnen spreken?’.   
Building Conversation is uitgegroeid tot een collectief van kunstenaars die het gesprek benadert als een kunstwerk, als een gezamenlijke creatie, een collectieve improvisatie waarbij het publiek wordt uitgenodigd om deel te nemen. De inspiratie wordt gevonden in gespreksrituelen van over de hele wereld – van onder andere de Inuit, de Maori, een kwantumfysicus en Occupy.

## Voorstellingen
- De alchemist (2001, HETPALEIS, Antwerpen)
- Zwarte veldrevue! (2002, theaterMalpertuis, Tielt)
- Mensen die bukken buigen niet (2002, Theater Stap, Turnhout)
- Ergens staat er nu een iglo leeg (2003, Theater Stap, Turnhout)
- Waarom is het verschil van dat (2003, HETPALEIS, Antwerpen)
- Het blauwe uur (2003, Theater Artemis, 's-Hertogenbosch) - genomineerd voor de 1000 Watt-prijs
- Ik zou mezelf willen weggeven, maar ik weet niet aan wie (2004, Het Huis aan de Amstel, Amsterdam) - selectie Het Theaterfestival, Erik Vos-prijs (aanmoedigingsprijs voor jonge regisseurs), nominatie VSCD Mimeprijs.
- Begijnenstraat 42 (2004, Toneelhuis, Antwerpen) - Prins Bernhard Cultuurfonds Theaterprijs.
- Braakland (2005, Compagnie Dakar, Amsterdam)
- Stillen (2007, Toneelhuis, Antwerpen)
- Gerucht (2007, Toneelhuis, Antwerpen)
- Winterverblijf (2007, Toneelhuis, Antwerpen)
- Het Verdwalen in Kaart (2009)
- Les Spectateurs (2011)
- Pleinvrees (Agoraphobia) (2012)
- Cinema imaginaire (2014)
- Parliament of things (2016)

## Film
- Een oefening in sterven (2011, Nederlands filmfestival, Utrecht)
- Cold Turkey

- Gemeinsame Normdatei: 137899238
- International Standard Name Identifier: 0000 0003 8926 3407
- Nationale Bibliotheek van Tsjechië: xx0184030
- Nederlandse Thesaurus van Auteursnamen: 329472828
- Virtual International Authority File: 86067762
- WorldCat: E39PBJdcxBtdb76W4tGC6YT8md